# Color Systems
Color Systems ist ein Musikalbum des Rob Mazurek Quartet. Die am 31. Januar 2022 im Studio Sextan, La Fonderie in Malakoff entstandenen Aufnahmen erschienen am 11. November 2024 auf RogueArt.

## Hintergrund

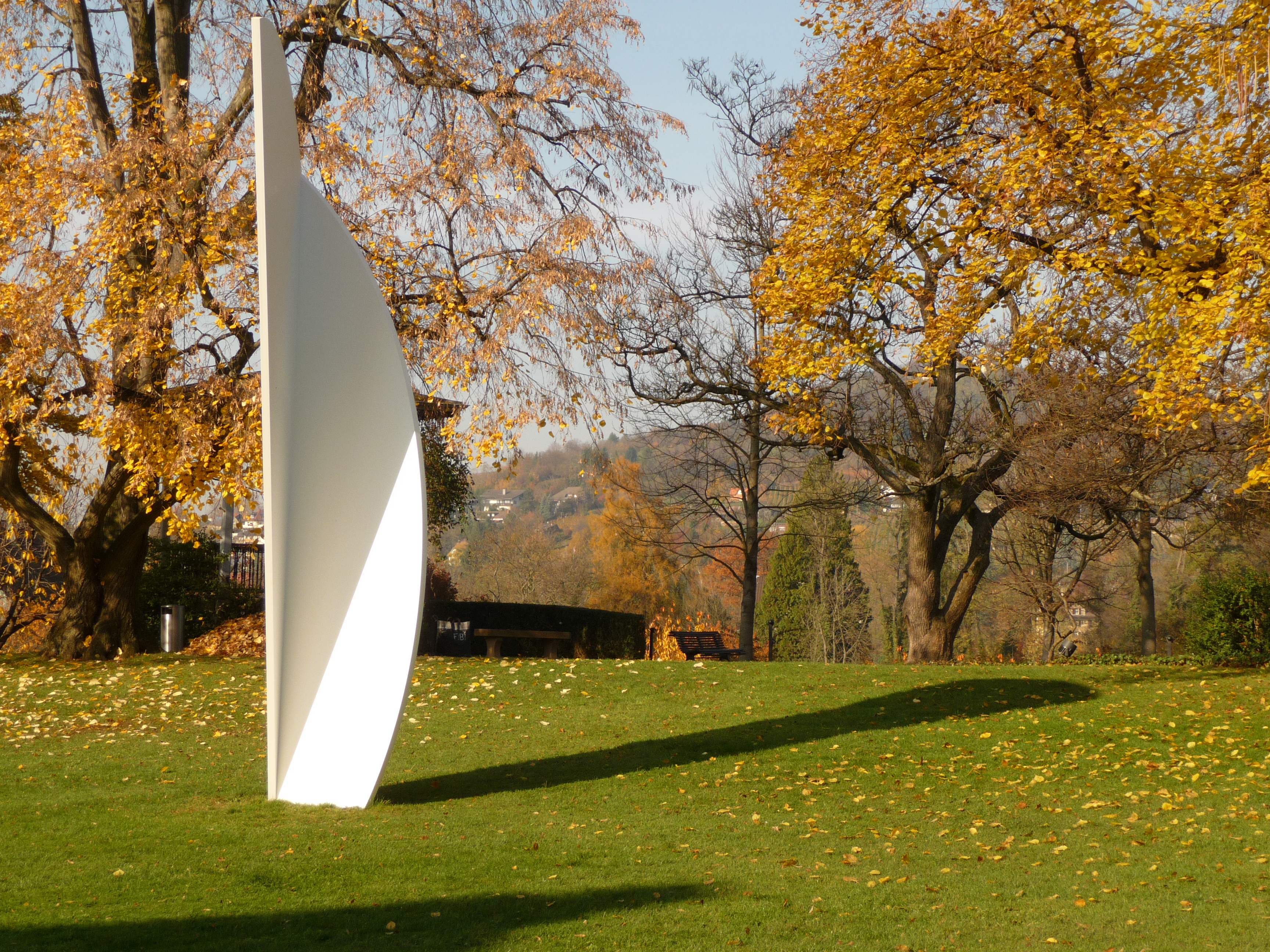
Skulptur von Ellsworth Kelly im Garten der Fondation Beyeler

„‚Four Page Color Systems‘, die Suite aus vier Stücken, die den Großteil der Musik dieses Albums ausmacht, vermittelt dem Hörer, was die Musiker sehen und wie die Klänge ihrer Instrumente Farbe, Linie, Form und Textur von Malerei und Skulptur übersetzen können“, notierte Paul Serralheiro. Die grundlegende Idee bestand laut den Liner Notes von John Corbett darin, dass Mazurek jedem Musiker vier seiner Aquarell- und Tusche-Zeichnungen darbot, die vier Künstlern gewidmet waren, Frank Bowling, Lygia Pape und Richard Tuttle. Diese Suite ist im Wesentlichen eine Improvisation, bei der Mazureks Zeichnungen auf Aspekte der Arbeit der Künstler verweisen. Die letzten beiden Stücke („Nineteen Colors on a Three-Sided Box for Nuno Ramos“ und „Three Colors on a Four-Sided Box for Ellsworth Kelly“) hingegen sind eher Kompositionen als Improvisationen, wobei der Unterschied hauptsächlich konzeptioneller Natur ist.

## Titelliste
- Rob Mazurek Quartet: Color Systems (Rogueart ROG-0138)[2]

1. Four Page Color System for Louise Nevelson 8:07
2. Four Page Color System for Frank Bowling 4:55
3. Four Page Color System for Lygia Pape 4:03
4. Four Page Color System for Richard Tuttle 9:12
5. Nineteen Colors on a Three-Sided Box for Nuno Ramos 7:51
6. Three Colors On A Four-Sided Box for Ellsworth Kelly 8:11

Die Kompositionen stammen von Rob Mazurek.

## Rezeption

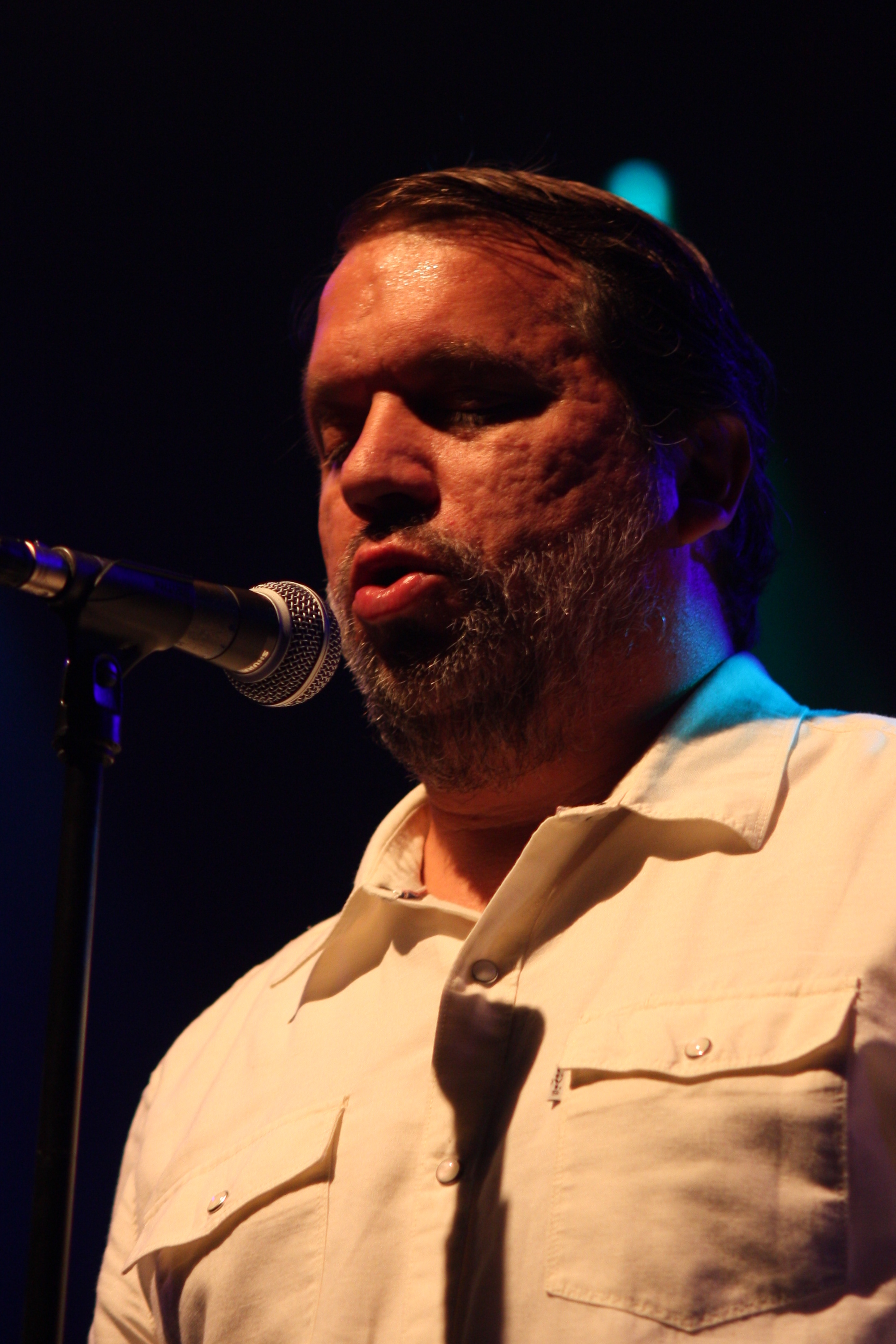
Rob Mazurek (2013)

Nach Ansicht von Alberto Bazzurro, der das Album in All About Jazz rezensierte, ist Rob Mazurek, ein „Musikmensch“, der nun an der Schwelle zu den Sechzigern steht, aber nicht weniger unersättlich und neugierig sei als zuvor. Seine Trompete zementiere dieses Quartettalbum und steche von vorn bis hinten hervor, um eine Musik zu erzeugen, die voll, vital, reich an Hinweisen und ständigen Kurswechseln sei, wenn auch mit einem Ankunftspunkt, einem Ziel, das sehr präzise und als solches absolut wahrnehmbar, spürbar sei. Neben beinahe geräuschvollen Streifzügen gebe es aufgeregtere, nervösere, pulsierende Abschnitte und andere, die linearer seien, mit einem sehr klaren, lesbaren Sinn für Konstruktion, für die Gesamtform, und die fast physiologisch zwischen fokussierteren Momenten und anderen wechseln, die vielleicht etwas zerstreut sind, aber immer von der Höhe einer strukturellen und erläuternden Solidität aus, an der es keinerlei Zweifel geben könne.
Die klangliche Bezugnahme auf ein Kunstwerk aus einem anderen Medium sei stets eine heikle Angelegenheit, meint Paul Serralheiro (Squid‘s Ear). Die synästhetischen Ergebnisse sind subjektiv und anspielungsreich und werden durch die Zusammenarbeit einer Gruppe von Improvisatoren zur Interpretation des Referenzobjekts der Improvisation – im Fall dieser Veröffentlichung die Kunstwerke von sechs bedeutenden postmodernen bildenden Künstlern: Louise Nevelson, Frank Bowling, Lygia Pape, Richard Tuttle, Nuno Ramos und Ellsworth Kelly – erschwert. Bob Mazureks parallele Karriere als bildender Künstler verschaffe ihm einen Vorteil, und die kompetenten Partner, die er gewinnen konnte, hätten zu einem erfolgreichen Versuch beigetragen, dieses schwierige Unterfangen zu meistern. Alle sechs Stücke würden wunderbar harmonieren. Die aus den visuellen Hinweisen resultierenden Klänge seien inspiriert, einnehmend und klar umgesetzt, und jeder der Beteiligten trage artikulierte Linien, Spritzer von Klangfarbe und rhythmische Dynamik bei.